# 와시마촌
와시마촌(和島村)은 니가타현 중앙에 있는 산토군의 북부에 존재했던 촌이다. 2006년 1월 1일 나가오카시에 편입되어 소멸했다.

## 역사
에도 시대에는 시마자키 강이 니가타와 가시와자키를 연결하는 물자 수송에 이용되어 시마자키 지구가 붐볐다
- 1955년 3월 31일 - 기리시마촌, 시마다촌과 합병해 와시마촌이 성립하였다.
- 2006년 1월 1일 나가오카시에 편입해 소멸하였다.

## 교통

### 철도
- 동일본 여객철도
  - 에치고 선

### 도로
- 국도 제116호선(와시미 나들목)